# Petropavlivka, Bereznehuvate
Petropavlivka (în ucraineană Петропавлівка) este un sat în comuna Novooceakiv din raionul Bereznehuvate, regiunea Mîkolaiiv, Ucraina.

## Demografie
Componența lingvistică a localității Petropavlivka
     Ucraineană (96,26%)
     Rusă (2,1%)
     Alte limbi (0,7%)
Conform recensământului din 2001, majoritatea populației localității Petropavlivka era vorbitoare de ucraineană (96,26%), existând în minoritate și vorbitori de rusă (2,1%).